# ミホシンザン
ミホシンザン（欧字名:Miho Shinzan、1982年4月16日 - 2014年12月4日）は、日本の競走馬、種牡馬。
1985年の皐月賞（GI）と菊花賞（GI）を優勝し、中央競馬クラシック二冠を達成。ほか1987年の天皇賞（春）（GI）などを優勝した。1985年の優駿賞最優秀4歳牡馬、1985から1986年の優駿賞最優秀父内国産馬、1987年のJRA賞最優秀父内国産馬である。幻の三冠馬やシンザンの最高傑作と呼ばれた。

## 概要
1982年4月16日、北海道浦河町の日進牧場で生産された牡馬である。父は、史上2頭目となるクラシック三冠を果たしたうえに、天皇賞（秋）と有馬記念も制し「五冠馬」と称されたシンザンである。シンザンの有馬記念優勝を見て以来、シンザンのファンであり、シンザンのために馬主となった堤勘時が所有していた。素質を感じた堤から、冠名と父名を組み合わせた競走馬名が与えられた。初めて競馬場で見たレースが、シンザンの東京優駿であり、シンザンに憧れを抱いていた柴田政人が主戦騎手を務めた。
美浦トレーニングセンターの田中朋次郎調教師の管理のもと、1985年、4歳1月のデビューから連勝を続け、無敗の4連勝、5馬身差でクラシック三冠競走の一冠目である皐月賞（GI）を戴冠した。このまま無敗のクラシック三冠、父仔三冠、ミスターシービー、シンボリルドルフに次ぐ三年連続三冠が期待されたが、直後に骨折して二冠目の東京優駿（日本ダービー）を断念。三冠を逃したが、秋に復帰して三冠目の菊花賞（GI）を戴冠し、クラシック二冠を果たした。その後は、二度目の骨折や、善戦を続けたりして1年間勝利から遠ざかったが、1987年、6歳初めから、アメリカジョッキークラブカップ（GII）、日経賞（GII）で復活の重賞連勝。続く天皇賞（春）（GI）を戴冠して3連勝を果たした。この直後に屈腱炎、三度目の故障離脱となり、競走馬を引退した。シンザン産駒の中で最も多く大タイトルを獲得し、シンザンの「最高傑作」と称された。
種牡馬としては、1993年NHK杯と1995年朝日チャレンジカップを優勝したマイシンザン、2001年愛知杯を優勝したグランドシンザンなどの父として知られる。記録更新を果たした父と同様に長寿であり、2014年まで生き、32歳で死没した。

## デビューまで

### 誕生までの経緯

#### 日進牧場
日進牧場は、北海道浦河町にある1962年開設の牧場である。初めは育成事業に取り組んだが、1967年に用地を確保し、生産事業も開始した。代表は谷川利男であり、牧場長は利男の子である谷川利昭が務めていた。近所には、本家である谷川牧場があり、利明は谷川弘一郎のいとこだった。
1972年、牧場は外国から繁殖牝馬を導入する。ヨーロッパに赴いて検分せず、書類だけで牝馬を選び、ラブナ、タイタイ、フィリバスターの3頭を輸入していた。このうちラブナは早世したが、フィリバスターの初仔の牡馬ホクトボーイ（父：テスコボーイ）は、1977年には、クラウンピラード、カシュウチカラ、グリーングラス、トウショウボーイなどを下し天皇賞（秋）優勝、八大競走制覇を成し遂げていた。
残る1頭、タイタイは不受胎、死産を重ねながらも4頭の仔を遺した。そのうちの1頭が、牝馬ナポリジョオー（父：ムーティエ）だった。ナポリジョオーは、中央競馬で競走馬としてデビュー。タニノムーティエ、ニホンピロムーテー、カミノテシオなどを出したムーティエを受け継いで気性が激しかったが、優れた運動能力の持ち主だった。しかし球節をきたしたため、大成せず、9戦2勝だった。
管理した庄野穂積調教師の助言や、良血であることから早々と引退し、繁殖牝馬として日進牧場に戻る。初年度となる1980年は、アイルランド生産でフランスで活躍したハードツービートと交配した。そして1981年、初仔となる鹿毛の牝馬が産まれたが、胸前が薄く、腹回りが充実しておらず、貧相な馬だった。それを受けて同年、2回目は、腹袋が充実した内臓の強い仔を目指した。谷川は交配相手に、腹袋の充実した「重心の低い」（谷川利昭）種牡馬、日本で生産された種牡馬「内国産種牡馬」であるシンザンを選択する。

#### シンザン
シンザンは、北海道浦河町の松橋吉松牧場で生産された父ヒンドスタンの牡馬である。橋元幸吉が所有し、京都競馬場の武田文吾厩舎から競走馬としてデビューし、無敗の6連勝で皐月賞を戴冠。その後、いくらかの2着を挟みながらも東京優駿（日本ダービー）、菊花賞を制し、1941年セントライト以来、第二次世界大戦終結後初めて中央競馬クラシック三冠を成し遂げた。以降、年をまたいで連勝を重ね、7連勝で天皇賞（秋）を戴冠。オープン競走2着を挟んで暮れの有馬記念も優勝し、奪取したタイトルの数から「五冠馬」と呼ばれた。19戦15勝2着4回で引退し、生涯連対を達成していた。

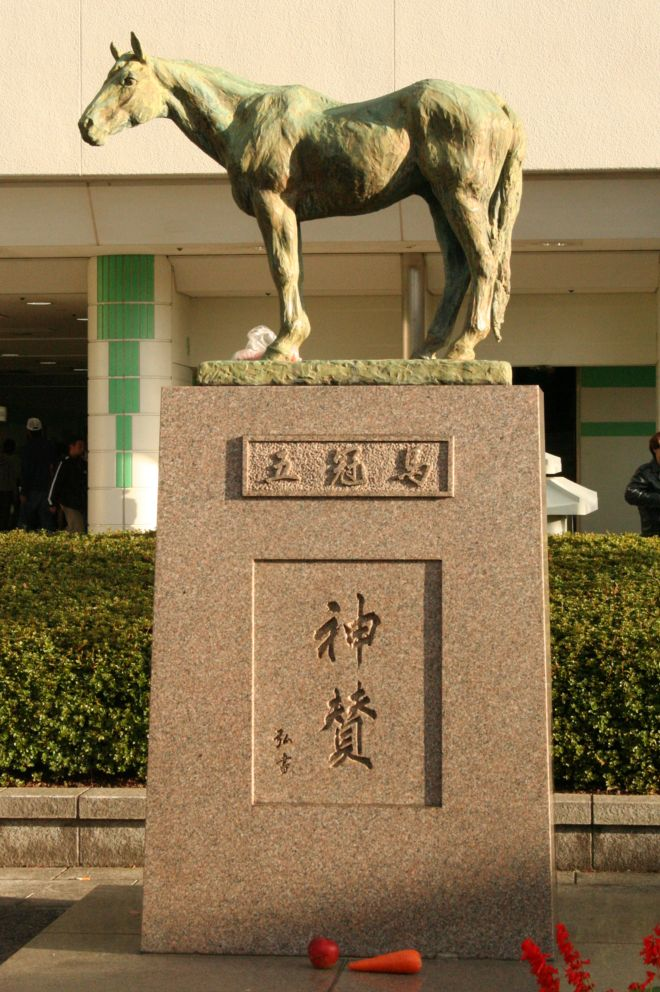
シンザン像

当時の馬産地では、外国から輸入された種牡馬が活躍しており「内国産種牡馬」は軽視されていた。そんな中、シンザンは種牡馬、内国産種牡馬に転じる。谷川牧場で繋養されたシンザンは、内国産軽視からシンジケートが実現せず、種牡馬としての人気も乏しかった。それでも谷川功一郎が、種付け料なしでも構わないと妥協するなど普及に尽力し、何とか牝馬の数を確保していた。集まった牝馬は、決して良血ではなかったが、それらの産駒が、続々活躍し始める。その影響で馬産地では、シンザンや内国産種牡馬の冷遇を見直す気運が高まり、シンザンのもとに集まる繁殖牝馬も増加するようになった。以来、軌道に乗ったシンザンは、数多くの重賞優勝産駒を輩出する。果てには、内国産種牡馬の筆頭に上り詰め、それまで全て輸入種牡馬で占められていた種牡馬リーディング上位にただ1頭食い込んだ。この後に、内国産種牡馬アローエクスプレス、トウショウボーイなどが台頭することになるが、その土壌を醸成した先駆けは、シンザンだった。
このように種牡馬としても大きな成功を収めたシンザンだったが、クラシックや八大競走など大タイトルを制する産駒だけには、恵まれていなかった。1974年優駿牝馬（オークス）は、産駒のスピードシンザンがトウコウエルザ（父：パーソロン）に及ばず2着、1978年菊花賞は、キャプテンナムラがインターグシケン（父：テスコボーイ）に及ばず2着にはなっていたが、優勝はしていなかった。
そのような産駒が現れないままに、シンザンは、年を重ね21歳となる。そんな頃に、ナポリジョオーと結びつき、ナポリジョオーは、腹に仔（後のミホシンザン）を孕んでいた。受胎中の1981年11月の菊花賞にて、谷川牧場で生産されたシンザン産駒のミナガワマンナが優勝を果たしている。よってシンザン産駒クラシック初優勝が果たされ、これが、シンザン産駒最後の大物だと叫ばれるようになっていた。その翌年である1982年4月16日、日進牧場にて、ナポリジョオーの2番仔である鹿毛の牡馬（後のミホシンザン）が誕生する。シンザンは右肩下がりで交配数を減らし、1987年に種牡馬を引退することになるため、この2番仔は、シンザン晩期の産駒だった。

### 幼駒時代
誕生直後の2番仔は腹部の充実した「卵型」（谷川利昭）の体型で、繋ぎが柔らかく、外観こそ良くなかったが、谷川の狙い通りだった。そして生まれて1か月後、牧場を訪れた馬主・堤勘時が2番仔に興味を示した。
堤は、1926年に茨城県稲敷郡茎崎村（現：つくば市）で生まれた。同県取手市で不動産会社・山一産業を経営しており、美浦トレーニングセンターが近くにあったことから、冠名「ミホ」を用いていた。戦時中は騎兵隊員として召集された過去があった。中国出征のために輸送艦「羅針丸」に乗り、日本海を航行していたが、魚雷を受けて海に投げ出されている。その際、多くの兵士が海に沈む中、堤は同じく投げ出されて藻掻いていた軍馬1頭に偶然しがみついて、死線をくぐり抜けていた。その後は、しばらく馬券を嗜んでいたが、1965年有馬記念にて、シンザンが大外、外ラチ沿いから追い込み引退レースを制したことに感動を覚えて、馬主になろうと決意する。具体的に「シンザンの仔でクラシックを勝ちたい」という夢を持つようになった。堤は馬主となり次第、シンザン産駒を購入し始めた。所有したシンザン産駒は5頭を数えたが、いずれも出世しなかった。
シンザンが年を重ね、残り時間がない中、堤は夢を叶えるために、産駒探しに貪欲となる。そのため、産駒誕生を知るとすぐに牧場に向かっていた。そして1982年、他の牧場の紹介で日進牧場を訪れ、2番仔と対面する。堤は、2番仔を一目見て、どういうわけか直感で走る、これまでの産駒と何かが違うと確信していた。対面には、調教師の山岡浩久を同伴させていたが、山岡は充実した腹部を「タヌキみたい」と嫌って2番仔を見向きもしなかった。しかし堤は諦めず、代わりに調教師の田中朋次郎を同伴させて、再び牧場を訪れていた。関西所属の調教師も目をつけていた事実もあり、堤はその場で購入を決意。牧場は1200万円を提示したが、値切って1000万円で購入した。次第に堤は、時期的にも2番仔を自身が所有する最後のシンザン産駒だと考えるようになっていた。そこで2番仔に「とっておきのシンザン産駒」のために温めておいた馬名案を与える。2番仔は、冠名「ミホ」に父名「シンザン」を組み合わせた「ミホシンザン」となった。
2歳となったミホシンザンは、北海道新冠町の日高軽種馬育成公社で育成されると、馬体は様変わりし逞しくなった。この間に堤は、田中厩舎の厩務員である高橋治男を呼び出し、ミホシンザンの写真を見せて「ダービーを取れる馬だから、きみ、やってくれや」と述べていた。3歳9月、ミホシンザンは美浦トレーニングセンターの田中厩舎に入厩する。しかし直後に右前脚のソエがあり、デビューの予定が狂うこととなる。切り替えて年末でのデビューを予定したが、直前でミホシンザンが過度に興奮してしまったために回避。3歳のうちにデビューすることができなかった。
デビューを前に、堤はミホシンザンの騎手に柴田政人を起用している。堤は、柴田の所属する高松三太厩舎にも馬を預けており、柴田を重用していた。1973年から1974年にかけてのクラシックは、ミホランザン（父：ミンシオ）に堤、高松、柴田の布陣で挑んでおり、朝日杯3歳ステークスを優勝したほか、皐月賞ではキタノカチドキ、コーネルランサーに及ばず3着となっていた。さらに堤が「羅針丸」で方々に散った戦友と再び会うために命名したヒンドスタン産駒「ミホラシンマル」という堤の大きな過去を背負った馬に起用されたのも、柴田だった。柴田は、馬事公苑での長期騎手養成課程での研修中に初めて競馬場を訪れた際、初めて見たレースが1964年、シンザンの勝利した東京優駿だった。このレースに感動を覚えた柴田は「シンザンのような馬に乗りたい」という夢を抱くようになり、騎手で立身する一つの動機となっていた。そんな頃、柴田とシンザン産駒ミホシンザンが結びついていた。

## 競走馬時代

### 4歳（1985年）

#### クラシックまでの道程
1月6日、中山競馬場の新馬戦（芝1600メートル）でデビュー、1番人気に推された。好スタートから2番手を確保する。しかしミホシンザンはそこに留まらず、2コーナーに差し掛かるあたりで自ら進み、ハナを奪取していた。以後馬なりで独走、後続に9馬身差をつけて決勝線を通過、初勝利を挙げた。続いて2月23日、同じく中山の水仙賞（500万円以下、芝2000メートル）に再び1番人気で参戦。スタート直後に躓き、新馬戦と異なる中団待機策となった。それでも、馬群の外を通って進出し最終コーナーを3番手で通過。直線で末脚を繰り出し、全て差し切りを果たす。後続に2馬身半差をつけて優勝、2連勝とした。
これによりクラシック戦線に乗り、ミホシンザンは、皐月賞のトライアル競走であるスプリングステークスを予定する。ただしクラシックや天皇賞優勝騎手の柴田には、同じくクラシックに臨むお手馬が他に3頭おり、取捨選択する必要に迫られていた。まずそのうちの1頭であるドウカンテスコは、同じ田中厩舎だった。テスコボーイ産駒、デビューから4戦2勝2着2回、弥生賞こそ9着だったが柴田は継続を希望する。そのため田中は、ミホシンザンと柴田のために融通を利かせ、ドウカンテスコをスプリングステークス前日のすみれ賞に回す措置を講じ、重複を一つ解消した。
ただし残り2頭、スクラムダイナとサザンフィーバーは、ミホシンザンと同じく、スプリングステークスを予定しており、ミホシンザンと完全にかち合ってしまう。スクラムダイナは、デビュー3連勝で3歳暮れの朝日杯3歳ステークスを優勝、優駿賞最優秀3歳牡馬であり、3戦無敗のディクタス産駒だった。サザンフィーバーは、4戦2勝2着3回、新馬戦はスダホークなどを9馬身千切って優勝、共同通信杯4歳ステークスでは大物と目されながら故障により春全休のサクラユタカオーに及ばずの3着であり、何より未出走のベストブラッド産駒、初年度産駒ただ1頭の馬として注目を集めていた。柴田は、特に負け知らずのスクラムダイナとミホシンザンの取捨選択を悩みに悩み、最終的にスクラムダイナの調教師矢野進による岡部幸雄起用宣言という後押しや、シンザンや堤との縁から、ミホシンザンを選択する。サザンフィーバーには増沢末夫があてがわれた。
依然としてソエは解消されていなかったが、3月24日のスプリングステークス（GII）で重賞初出走となる。スクラムダイナ、サザンフィーバーのほか、関西の3歳王者決定戦である阪神3歳ステークス優勝のダイゴトツゲキ、3戦無敗のマルゼンスキー産駒ブラックスキー、条件戦を勝ち上がったクシロキングなどが顔を揃えた中、ミホシンザンは1番人気となる。4枠4番からスタートし、サザンフィーバーが逃げる中、中団を追走した。
稍重馬場に苦戦しながらも、第3コーナーから最終コーナーにかけて外から進出。直線では先頭のサザンフィーバーを大外から追いかけたが、サザンフィーバーの末脚鋭く、突き放されて及ばなかった。しかしサザンフィーバーが残り300メートルほどで、芝に脚をとられて転倒し競走中止する。そのため代わって先頭となる。転倒した直後を走った馬などが、回避行動を強制されたのに対し、ミホシンザンは他に邪魔されずに末脚を発揮し、決勝線に到達した。2着スクラムダイナに1馬身4分の3馬身差をつけて重賞初勝利を果たす。皐月賞の優先出走権を獲得する。
一方、勝利目前で転倒したサザンフィーバーは、左第3中手骨骨折並びに第1指関節開放脱臼しており、まもなく安楽死処分となっている。柴田は、下したもののスクラムダイナについて「スクラムダイナも久しぶりにしては、強いレースをしていると思う。この2頭の比較（ミホシンザンとスクラムダイナ）にしても、まだ甲乙つけにくい段階のような気がする」としていた。

#### 皐月賞
続いて4月14日、クラシック初戦の皐月賞（GI）に臨む。持病の右前脚のソエ、左前脚の深管骨瘤が解消されておらず、直前の調教を軽めにこなすなど、万全とは言えない状態での参戦となった。柴田は続投。ドウカンテスコは、柴田とすみれ賞を制して臨んでいたが、大塚栄三郎に乗り替わっていた。22頭が出走する中、2.9倍の1番人気に推される。皐月賞は、前々年はミスターシービーが優勝、前年はシンボリルドルフがいずれも抜けた1番人気に応えて優勝、その後、ミスターシービーはシンザン以来のクラシック三冠を成し遂げ、シンボリルドルフは、史上初めてとなる無敗のクラシック三冠を成し遂げていた。すなわちこの年は、3年連続三冠が期待されており、ミホシンザンはその筆頭候補となっていた。

しかしこの年は、2番人気以降が、弥生賞2着サクラサニーオー4倍、同優勝スダホーク6倍、スクラムダイナ6倍、ブラックスキー9倍と続く「五強」（粕谷彰夫）状態であり、ミホシンザンの人気は過去2年に比べて抜けたものではなかった。混戦は、皐月賞史上2番目の馬券売り上げをもたらしていた。ミホシンザンの状態は直前でも悪かったが、陣営はそれを隠してなるべく良く見せようとする。具体的には、パドックでは転倒を防ぐために意図的に大きく周回させるなど工夫がなされた。
5枠13番からスタート。ドウカンテスコがハナを奪取し逃げて、スローペースを刻む中、好位を追走した。向こう正面では、ペースに乗じて馬なりで位置を上げて、前との距離を縮めた。第3コーナー手前で2番手を捉え、コーナー過ぎで逃げるドウカンテスコに代わって先頭となった。追われる立場として直線を迎えるが、ミホシンザンの末脚は鋭く、他を突き放していた。以後独走、大外から追い込むスクラムダイナやサクラサニーオーを寄せ付けなかった。後続に5馬身差をつけて決勝線を先頭で通過する。
皐月賞優勝、史上12頭目となる無敗での優勝を果たした。またトウショウボーイ、ミスターシービー父仔以来史上2組目の父仔皐月賞優勝だった。柴田は1978年ファンタスト以来の皐月賞優勝、田中は厩舎開業30年目で初めてクラシック優勝を果たした。5馬身は皐月賞史上4番目に大きな着差であり、シンボリルドルフのレースレコードには稍重が阻んで及ばなかったものの、皐月賞史上2番目に早さで走破していた。一冠目を制したことにより、ミスターシービー、シンボリルドルフに続く3年連続三冠を目指す資格のある唯一の馬となる。皐月賞のパフォーマンスから、父仔三冠達成は現実味があるとされ、大きな期待を集めた。

#### 故障
しかし皐月賞から3日後の4月17日、脚部の違和感が確認される。皐月賞はなんとか走り切ったが、脚元は既に限界だった。即日、トレーニングセンター内の診療所に移り、外観を診られたが、それだけでは原因を突き止めることができなかった。ところが翌18日朝、レントゲンを用いた精密検査をしたところ、左前脚の膝にわずかな亀裂が見つかり、左第三手根骨の骨折、全治3か月が判明する。痛めていた右前肢をかばって走り、左前肢をきたす結果となった。したがって二冠目の東京優駿出走が不可能となり、ミスターシービー、シンボリルドルフに続く3年連続三冠達成の夢は立ち消えとなる。ミホシンザン不在の東京優駿は5月26日、苦手の曇天の重馬場で行われ、未対戦のシリウスシンボリが優勝していた。
一方のミホシンザンは、同じ日に厩舎を退いて新冠町の育成公社に移り、放牧休養となる。骨折は軽度だったため、休養中も高橋に曳かれて歩く運動（曳き運動）と調教を毎日積んでいた。高橋は、異例の放牧帯同を志願して新冠に向かい、毎日つきっきりで世話をしていた。移動直後は、原因不明の微熱があり、調教を休んでいたが、陣営と関係の深い新冠町の淵瀬ファームの淵瀬健一の、オトコヤマという薬草を用いた治療などにより、まもなく治癒している。放牧地は、石ころが散乱していたが、砂が敷かれるなど、ミホシンザンが走りやすいように工夫された。完治したミホシンザンは、7月中旬には函館競馬場に入厩し、8月にはキャンターを開始。秋の目標を、三冠目の菊花賞に定めることができた。
9月8日に田中厩舎に帰厩し、9月29日、セントライト記念（GIII）で始動する。函館記念で年上ウインザーノットに肉薄したタイガーボーイ、ダービー8着グリーングラス産駒のグリーンカップ、病死した中島啓之から小島太に乗り替わったトウショウサミット、横滑りで小島から東信二に乗り替わったサクラサニーオーら相手に、唯一の単枠指定となり、1.3倍の1番人気だった。ただし調教を加減して太目だった。さらに雨が降っており、爪の形状的に不得手だった不良馬場を走ることとなった。
スタートの後、好位3番手を追走し追い上げた。しかし馬場に脚をとられ、末脚が利かなかった。敢えて内を突いた加賀武見とタイガーボーイにかわされ、さらにグリーンカップ、サクラサニーオー他にも及ばなかった。4頭に先着を許す5着、デビュー以来の連勝が止まる初の敗北だった。当初は、セントライト記念からの直行を考えていたが、敗北したことにより急遽、もう1戦挟むことにする。よって早めに関西遠征を行い、栗東滞在をして菊花賞を目指した。10月中旬に、田中厩舎の4頭を連れて栗東に移動した。
10月20日、トライアル競走である京都新聞杯（GII）に臨む。ダービー2着のスダホーク、神戸新聞杯優勝のスピードヒーロー、同3着のフリートホープ、骨折明けのサクラユタカオーが相手だったが、信頼揺るがず再び単枠指定、1.5倍の1番人気だった。ミホシンザンは、スタートから後方を追走、第3コーナーから最後方まで位置を下げていた。しかし直線で馬群の間を割り、末脚を伸ばして盛り返した。前を行くスピードヒーロー、フリートホープをかわして抜け出し、先頭で決勝線を通過する。後方に2馬身差をつけて重賞3勝目、優先出走権を獲得する。当日は、病院で臥しているシンザンの調教師、武田文吾が競馬場に出向いており、優勝直後の記念撮影に加わっている。反対に田中は「俺は菊花賞で撮ってもらうからいいさ」と入らなかった。

#### 菊花賞
そして11月10日、菊花賞（GI）に臨む。シリウスシンボリがヨーロッパ遠征に出かけて不在の中、ミホシンザンはただ1頭の単枠指定、1.8倍の1番人気となる。単勝支持率は42.9パーセントで1頭抜けていた。当日は初め雨が降り、ミホシンザン苦手の稍重馬場だったが、発走が近づくにつれて晴れて、限りなく良馬場に近い状態となった。
6枠12番からスタートしたミホシンザンは、約6番手の好位、中団を確保する。スダホークやサクラサニーオー、サクラユタカオーなど対抗馬からのマークを受けながら、淀みのない平均ペースを追走していた。2周目の第3コーナーは、馬場コンディションが悪く、ミホシンザンは滑って仕方がなく、走る気を失ってしまっていた。そこで柴田は手綱を絞るという行動に出て、ハミ受けが良化、再起を果たした。さらにその柴田のアクションが、図らずも周りのライバルたちを促した。
ライバルたちは、マークを棄てて、スパートを開始する。しかしミホシンザンは、そこでは動かなかった。坂を下りきり、最終コーナーに達してからスパート、外から進出する。直線では馬場の中央から末脚を繰り出した。末脚は鋭く、サクラユタカオーやスダホークらのマークを振り切り、置き去りにして独走となった。
後方に1馬身4分の1差をつけて決勝線を通過した。菊花賞優勝。皐月賞に続きクラシック二冠を果たす。1949年トサミドリ、1954年ダイナナホウシュウ、1974年キタノカチドキに続く史上4頭目となる皐月賞と菊花賞のクラシック二冠制覇だった。またミナガワマンナに続いて父仔優勝を成し遂げていた。

続いて12月22日、有馬記念（GI）に臨み、古馬との初対戦となる。1歳年上のクラシック三冠馬、「シンザンを超えた、肩を並べた」と称されたシンボリルドルフとの対決となった。他にニシノライデン、ギャロップダイナ、ヤマノシラギクなどが揃う10頭立てだったが、関心の多くは三冠改め六冠馬と二冠馬の優劣だった。2頭は「二強」、頭文字から「SM対決」と持ち上げられ、共に単枠指定となる。人気も2頭に集中したが、シンボリルドルフが1.2倍の1番人気で特に抜けており、対するミホシンザンは、5.9倍の2番人気だった。
ミホシンザンはハイペースの8番手、シンボリルドルフは3番手に位置していた。ミホシンザンは、2周目の向こう正面にて進出を開始し、第3コーナーから進出していたシンボリルドルフとの距離を縮め、最終コーナーをシンボリルドルフの背後で通過し、逆転を目論んだ。しかし直線で末脚を繰り出したシンボリルドルフには敵わず、突き放された。独走を許して2着となる。
1967年1着カブトシロー、2着リュウファーロスや1974年1着タニノチカラ、2着ハイセイコーに次いで、有馬記念史上3番目の着差となる4馬身差での敗北となった。シンボリルドルフとミホシンザンの連勝複式は、1977年テンポイントとトウショウボーイの240円を上回る160円、有馬記念史上最少配当だった。
この年の優駿賞では、投票総数138票のうち136票を集めて最優秀4歳牡馬、131票を集めて最優秀父内国産馬を受賞した。またフリーハンデでは「64」が与えられる。3年連続の二冠以上となったが、三冠馬ミスターシービー「65」、シンボリルドルフ「67」に、いくらか劣る取り扱いだった。以下東京優駿優勝馬のシリウスシンボリが「63」、スクラムダイナやスダホーク「59」と続いていた。

### 5歳（1986年）

#### 二度目の故障、4連続重賞3着
年をまたいで古馬となった1986年、春は天皇賞を目標とした。シンボリルドルフがアメリカ遠征に出かけて不在の中、戦線の中心的な存在に成り上がった。休養の後、3月30日の日経賞（GII）で始動した。日経賞始動は、前年暮れの有馬記念で七冠に到達したシンボリルドルフと同じだった。単枠指定、抜けた1番人気の支持だったが、馬場状態は重だった。ミホシンザンは中団を追走となる。しかし重馬場に脚をとられ、促されても全く進まなかった。抜け出すことがないまま決勝線に到達、優勝のチェスナットバレーに7馬身以上後れを取る6着だった。
この後は天皇賞（春）で再起を果たすつもりだったが、日経賞から4日後の4月3日、脚部の違和感をきっかけにレントゲン検査をしたところ、古傷の左第三手根骨の骨折再発が判明する。日経賞レース中に発症したもので、状態は前年より悪く、全治は倍の6か月だった。よって目標の天皇賞（春）参戦は叶わなかった。それでも骨折の具合は軽く、現役続行、秋に復帰を果たした。

10月5日、天皇賞（秋）の前哨戦である毎日王冠（GII）で復帰する。1番人気に推されたが、終いで伸びあぐねてぬけだすことができなかった。同期のサクラユタカオーのレコードタイムの走りに屈し、1歳年下4歳馬のニッポーテイオーの逃げを捉えられず3着となる。続く10月26日の天皇賞（秋）（GI）は、叩き2戦目の上がり目が期待された。サクラユタカオーとの一騎打ちと目されたが、こちらが高く評価されて1番人気に支持された。ミホシンザンは中団8番手、好位6番手のサクラユタカオーを見据える位置だった。直線では進出するサクラユタカオーの後を追う形となったが、反対に突き放される。伸びあぐねて、独走を許した。再びレコードで駆けたサクラユタカオーに4馬身以上敵わず、逃げ粘るウインザーノットにも1馬身半以上及ばない3着だった。
それから11月23日、ジャパンカップ（GI）に臨む。7頭の外国調教馬を迎えた14頭立てとなる中、ミホシンザンは4番人気。サクラユタカオー、ニュージーランドのアワウェイバリースター、フランスのトリプティクに次ぐ支持だった。好位で直線に向き、先に抜け出したイギリスのジュピターアイランドとアレミロードの内側から追い上げた。しかしその2頭が競り合う日本レコードの走りには敵わず、それらに1馬身4分の1後れを取る3着。ただしラグビーボール、サクラユタカオーには先着し、日本調教馬最先着は果たした。
続いて12月21日の有馬記念（GI）に参戦する。この年は、三冠馬シンボリルドルフが国内で走ることなく引退し、入れ替わるようにメジロラモーヌが史上初となる牝馬三冠を果たすという出来事があった。三冠達成直後のメジロラモーヌ、そして天皇賞（秋）優勝直後のサクラユタカオーはこの有馬記念を引退レースと決めていた。それでもファン投票では、ミホシンザンは、その2頭を退けて1位となる。

勝利から遠ざかっていたが見限られたわけではなく、ファンからは当然千羽鶴や電報が届いたほか、苦手の道悪馬場にならないように当日の好天を願うてるてる坊主も届けられたという。また12月3日には、シンザンの調教師である武田が死去していた。通夜に参加した田中は霊前にミホシンザンの飛躍を決意していた。このためミホシンザンは、周囲の期待と武田の弔い合戦に応えなければならなかった。当日は、1番人気に支持される。ただし当日は雨が降り、苦手の稍重馬場だった。
1枠1番からスタートして中団に位置。第3コーナーから外に持ち出して追い上げたが、道悪で思うように進まなかった。最終コーナーにかけて、ミホシンザンを含めた各々が、逃げるレジェンドテイオーの背後まで極まる。直線に向いてから各々仕掛けて末脚比べとなった。ミホシンザンは抜け出しかけたが、内から抜け出した東京優駿優勝の4歳馬ダイナガリバーの末脚に敵わず、突き放された。終いには大外から追い込んだギャロップダイナにもかわされ、優勝したダイナガリバーに約1馬身、ギャロップダイナに半馬身敵わず3着だった。
4連続3着、5戦未勝利に終わったこの年だったが、優駿賞ではGI競走3着やジャパンカップでの日本調教馬最先着が高く評価され、139票中52票を集めて最優秀父内国産馬を受賞している。神戸新聞杯と京都新聞杯優勝の4歳アローエクスプレス産駒のタケノコマヨシ、札幌記念とウインターステークス優勝の5歳ハイセイコー産駒ライフタテヤマを42票、35票などに抑えたうえでの選出だった。また、最優秀古馬（牡馬）選考でも139票中4票を獲得し、サクラユタカオー、クシロキングに次いで、ギャロップダイナと並ぶ第3位だった。

### 6歳（1987年）

#### 重賞連勝
6歳となっても現役を続行、この年一杯での引退は決定していた。しかし1年以上勝利から見放される状況に、競馬サークル内では、旬を過ぎた「過去の馬」と考える向きが強くなっていた。その状況を覆したい堤は、年明けに田中ら陣営を集めて食事会を催し、ミホシンザン復活の方策を練り、「まずは『勝ち運』をつけてあげよう」という結論に至る。そのために1月25日、アメリカジョッキークラブカップ（GII）に参戦した。
クシロキング、スズパレードが相手の6頭立ての中、1番人気の支持だった。少頭数に加えて先行馬がおらず、緩いペースとなると目されていた。そんな中、ミホシンザンは逃げに出る。柴田は当初クシロキングがハナを切ると考えていたが、クシロキングほか皆が主張しなかったため「しかたなく」（柴田）講じた策だった。スローペースを刻み、第3コーナーからピッチを上げ、逃げたまま直線に向いてスパート。後方待機のクシロキング、スズパレードに詰め寄られたが、並ばれることなく逃げ切った。スズパレードやクシロキングに1馬身差をつけて先頭で決勝戦を通過する。
菊花賞以来1年2か月ぶりの勝利を果たす。この直後には、ファンの拍手が発生していた。水戸正晴によれば「GIレースでもないのに、これだけスタンドを揺るがしたことが、かつてあっただろうか。そう思うほどの激しさ」の拍手を受けていたという。直後の記念撮影では、田中は「天皇賞を勝つまで、ワシは一緒に撮らんよ」と再び加わらなかった。
この復活により、陣営は前年出走できなかった春の天皇賞参戦が具現化する。その前哨戦に臨むにあたり、田中は、前年と同様に日経賞を提案したが、堤は骨折した日経賞を嫌い、阪神大賞典を希望していた。しかし田中は、阪神大賞典の時期の阪神の馬場状態が悪いことを把握していた。そこで、堤に確勝を約束して説得し、日経賞参戦が決定した。
4月5日、日経賞（GII）に臨む。7頭立てとなる中、ダイナガリバーとの有馬記念以来の再戦が注目を集めていた。人気は、2頭に集中したが、有馬記念で敗れたミホシンザンが僅差で1番人気だった。1枠1番からスタートしたミホシンザンは、前回のように逃げなかった。先導役をレジェンドテイオーに譲り、ダイナガリバーも行かせた4番手、ややスローペースの中団を追走していた。2周目の第3コーナーから馬群が一団となり、ミホシンザンも外に持ち出して追い上げを開始する。最終コーナーで先行勢に取りつき、直線で先頭を奪取する。まもなく末脚を発揮して、ダイナガリバーらを千切っていた。以後、後続の追い上げ寄せ付けず独走。ジュサブロー、ダイナガリバーらに5馬身差をつけて、先頭で決勝線を通過、重賞連勝を果たした。田中は、アメリカジョッキークラブカップでは、勝利を挙げたものの、内容的に満足していなかった。しかし日経賞は「満点」を与えていた。

#### 天皇賞（春）
栗東での滞在を経て4月29日、天皇賞（春）（GI）に臨む。ダイナガリバーとの再々戦、菊花賞優勝のメジロデュレン、京都記念優勝のシンチェスト、日経賞2着のジュサブローなどとの対決が期待されたが、骨折や体調不良などでおしなべて回避していた。よって10頭での競走となる。ミホシンザンは、唯一の単枠指定に祭り上げられた。サンケイ大阪杯優勝から臨むニシノライデン、阪神大賞典優勝から臨むスダホーク、前年の皐月賞並びに東京優駿3着のアサヒエンペラー、前年の天皇賞（春）優勝のクシロキングが立ちはだかったが、ミホシンザンは単勝オッズ1.3倍、抜けた1番人気だった。ただし調整過程でコズミをきたしたり、腰に疲れがあったりして、万全とは言えない状態での参戦だった。
6枠6番からスタート、シンブラウンが逃げてスローペースで先導する中、中団を位置した。道中は、中団外にいたアサヒエンペラーにしつこく絡まれながらの追走だった。アサヒエンペラーがすぐ外で陣取っていたために、こちらの進路が塞がれ、不利を多分に被る場面もあった。アサヒエンペラーとの並走は、2周目の第3コーナーまで続いていたが、柴田は観念して、マークを剥がす作戦に出る。加減してアサヒエンペラーを先に行かせて、後を追う形となり、第3コーナーの坂の下りでステッキが入りながら追い上げた。前方では、抜け出したニシノライデンにアサヒエンペラー、マルブツファーストが取り付き、ミホシンザンはその背後の好位まで接近して、後れを取り戻す。この4頭が、馬場の外側に密集して最終コーナーを通過していた。
直線に入ると、ミホシンザンは他3頭とはぐれて、内に切れ込み始めた。内ラチ沿いに達しながら末脚を発揮して、先頭を窺うが、差し切って突き放すだけの威力はなかった。外のニシノライデンに抵抗されて、内外並んで、離れての叩き合いに発展する。その叩き合いは、優劣がつかないまま続き、果ては、横一線同時の決勝線通過と相成った。
2頭の勝敗は写真判定に委ねられたのに加え、ランプが点灯して審議となった。まず着順が明かされ、ミホシンザンがニシノライデンにハナ差先着が判明する。そして審議は、直線でのニシノライデンの走法が対象であり、ミホシンザンに関係するものではなかった。すなわち、ミホシンザンの優勝が確定する。GI3勝目を挙げる。春を休養し、秋を惜敗した1年を挟んでの天皇賞戴冠だった。1948年春シーマーと1955年春タカオー父仔、同じくシーマーと1955年秋ダイナナホウシユウ父仔、そして1970年秋メジロアサマと1982年秋メジロティターン父仔に続いて史上4組目となる天皇賞父仔制覇を成し遂げている。この段階でのJRA-GI3勝は、7勝のシンボリルドルフに次ぎ、メジロラモーヌとニホンピロウイナーに並ぶ史上2位タイだった。柴田は、1980年秋プリテイキャスト、1983年秋キョウエイプロミスに続いて天皇賞3勝目だった。

#### 引退
天皇賞（春）を制した後のミホシンザンは、駈歩もできない程に疲労困憊しており、6月の宝塚記念ではファン投票1位になったものの出走できなかった。切り替えて秋の復帰を目指し、函館競馬場で調整されたが、回復しなかった。果ては、調整中に右前脚に屈腱炎を発症。10月21日、堤から競走馬引退が発表された。GI3勝の活躍は、20頭いるシンザンの重賞優勝産駒の中で最高の成績であり、シンザンの送り出した「最高傑作」となった。
引退式は、12月6日に行われる予定だったが、雪のために1週間延期となり、12月13日の中山競馬場で行われた。延期しても雪は降り、競馬開催は、第2競走で打ち切り、その後に引退式が行われている。これまで雨中の引退式としては、ミスターシービーの引退式があったが、史上初めて雪が降る中行われた引退式だった。天皇賞（春）を制した時のゼッケン「6」を着用して、ダートコースを走行して最後の決勝線通過を果たしている。
この年のJRA賞では、全143票中72票を集めて最優秀父内国産馬を受賞、3年連続受賞を果たしている。また17票を集め、最優秀5歳以上牡馬の次点となった。競走馬を引退し、厩舎を退いたミホシンザンは、12月17日に北海道浦河町の谷川牧場に到着している。牧場では、28歳になる父シンザンが待ち構えており、父仔の初対面が実現している。

## 種牡馬時代
1988年から、父シンザンが繋養されている谷川牧場で種牡馬となる。シンザンは前年の1987年に種牡馬を引退しており、種牡馬としては入れ違いでの供用だった。供用にあたっては、一口1000万円全55株の総額5億5000万円のシンジケートが結成されていた。初年度の1988年から8年目の1995年まで、余勢株もあって55頭以上の繁殖牝馬を集め続けた。供用6年目の1993年からは谷川牧場を退き、イーストスタッドに移動している。イーストスタッドの場長によれば、種付け時の腰の使い方が上手であり、どんな牝馬にも一発で射精することができる才能の持ち主だったという。10年目の1997年以降は凋落し、数頭の繁殖牝馬しか集めることができなかった。谷川牧場の谷川弘一郎は「50年、100年と続くシンザンのサイアーラインを残すことが私の夢だ」と述べていたが、ヒンドスタン、シンザン、ミホシンザンというラインでは時代に適わなかった。好景気にまかせて輸入種牡馬が多数輸入されており、サンデーサイレンス、ブライアンズタイム、トニービンなどには敵わず、サイアーラインは尻すぼみ、父シンザン越えは叶わなかった。2002年に種牡馬を引退する。
産駒は、1991年から2005年まで日本競馬で走っている。341頭が7500回走り、185頭で617勝を挙げ、中央地方の重賞を5勝した。2年目産駒のマイシンザン（母父：パーソロン）は、1993年のNHK杯（東京優駿トライアル）（GII）にてガレオン、サクラチトセオー、トーヨーリファール、ツジユートピアンなどを下して優勝。続く東京優駿では、ウイニングチケット、ビワハヤヒデ、ナリタタイシン、ガレオンに次ぐ5着。それから翌々年の1995年、朝日チャレンジカップ（GIII）も優勝した。また6年目産駒のグランドシンザン（母父：ラシアンルーブル）は、2001年の愛知杯（GIII）を制した。中央競馬では、重賞優勝はこの3つに留まった。
種牡馬引退後のミホシンザンは、日高町の谷川牧場清畠事業所で功労馬として繋養された。30歳に到達する長寿となり、父シンザンの持つ35歳3か月（1996年没）という最長寿記録更新が期待されたが、叶わなかった。シンザンより3年早い32歳だった2014年12月4日、谷川牧場で心臓麻痺により死亡する、シンザンにはまたしても敵わなかった。

## 競走成績
以下の内容は、netkeiba.com並びにJBISサーチ、『優駿』の情報に基づく。
| 競走日 | 競走日 | 競走日 | 競馬場 | 競走名           | 格   | 距離 （馬場） | 頭 数 | 枠 番 | 馬 番 | オッズ （人気） | 着順 | タイム | 着差 | 騎手     | 斤量 [kg] | 1着馬 （2着馬）                         | 馬体重 [kg] |
| ------ | ------ | ------ | ------ | ---------------- | ---- | ------------- | ----- | ----- | ----- | --------------- | ---- | ------ | ---- | -------- | --------- | --------------------------------------- | ----------- |
| 1985.  | 01.    | 06     | 中山   | 4歳新馬          |      | 芝1600m（良） | 16    | 7     | 14    | 2.9（1人）      | 1着  | 1:36.1 | -1.5 | 柴田政人 | 55        | （マキノハタ）                          | 484         |
|        | 02.    | 23     | 中山   | 水仙賞           | 4下  | 芝2000m（稍） | 11    | 7     | 9     | 2.0（1人）      | 1着  | 2:02.6 | -0.4 | 柴田政人 | 55        | （モンテジャパン）                      | 480         |
|        | 03.    | 24     | 中山   | スプリングS      | GII  | 芝1800m（稍） | 11    | 4     | 4     | 2.1（1人）      | 1着  | 1:49.5 | -0.3 | 柴田政人 | 56        | （スクラムダイナ）                      | 476         |
|        | 04.    | 14     | 中山   | 皐月賞           | GI   | 芝2000m（稍） | 22    | 5     | 13    | 3.9（1人）      | 1着  | 2:02:1 | -0.8 | 柴田政人 | 57        | （スクラムダイナ）                      | 472         |
|        | 09.    | 29     | 中山   | セントライト記念 | GIII | 芝2200m（不） | 10    | 3     | 3     | 1.8（1人）      | 5着  | 2:21.0 | -1.5 | 柴田政人 | 56        | タイガーボーイ                          | 494         |
|        | 10.    | 20     | 京都   | 京都新聞杯       | GII  | 芝2200m（良） | 13    | 4     | 5     | 1.9（1人）      | 1着  | 2:14.5 | -0.3 | 柴田政人 | 54        | （スピードヒーロー） （フリートホープ） | 488         |
|        | 11.    | 10     | 京都   | 菊花賞           | GI   | 芝3000m（稍） | 18    | 6     | 12    | 2.3（1人）      | 1着  | 3:08.1 | -0.2 | 柴田政人 | 57        | （スダホーク）                          | 488         |
|        | 12.    | 22     | 中山   | 有馬記念         | GI   | 芝2500m（良） | 10    | 2     | 2     | 5.9（2人）      | 2着  | 2:33.8 | -0.7 | 柴田政人 | 55        | シンボリルドルフ                        | 490         |
| 1986.  | 03.    | 30     | 中山   | 日経賞           | GII  | 芝2500m（重） | 12    | 4     | 4     | 1.4（1人）      | 6着  | 2:36.5 | -1.3 | 柴田政人 | 58        | チェスナットバレー                      | 494         |
|        | 10.    | 05     | 東京   | 毎日王冠         | GII  | 芝1800m（良） | 8     | 1     | 1     | 2.6（1人）      | 3着  | 1:46.6 | -0.6 | 柴田政人 | 59        | サクラユタカオー                        | 494         |
|        | 10.    | 26     | 東京   | 天皇賞（秋）     | GI   | 芝2000m（良） | 16    | 6     | 11    | 2.1（1人）      | 3着  | 1:59.0 | -0.7 | 柴田政人 | 58        | サクラユタカオー                        | 494         |
|        | 11.    | 23     | 東京   | ジャパンカップ   | GI   | 芝2400m（良） | 14    | 4     | 6     | 7.5（4人）      | 3着  | 2:25.2 | -0.2 | 柴田政人 | 57        | ジュピターアイランド                    | 498         |
|        | 12.    | 21     | 中山   | 有馬記念         | GI   | 芝2500m（稍） | 12    | 1     | 1     | 2.3（1人）      | 3着  | 2:34.2 | -0.2 | 柴田政人 | 57        | ダイナガリバー                          | 498         |
| 1987.  | 01.    | 25     | 中山   | アメリカJCC      | GII  | 芝2200m（良） | 6     | 2     | 2     | 1.5（1人）      | 1着  | 2:15.4 | -0.2 | 柴田政人 | 59        | （スズパレード）                        | 498         |
|        | 04.    | 05     | 中山   | 日経賞           | GII  | 芝2500m（良） | 7     | 1     | 1     | 2.2（1人）      | 1着  | 2:33.8 | -0.8 | 柴田政人 | 59        | （ジュサブロー）                        | 494         |
|        | 04.    | 29     | 京都   | 天皇賞（春）     | GI   | 芝3200m（良） | 10    | 6     | 6     | 1.3（1人）      | 1着  | 3:20.4 | -0.2 | 柴田政人 | 58        | （アサヒエンペラー）                    | 496         |

## 種牡馬成績

### 年度別成績
以下の内容は、JBISサーチの情報に基づく。
| 年度 | 頭数 | 頭数 | 頭数     | 頭数 | 頭数 | 頭数     | AEI  | CPI  |
| 年度 | 種付 | 生産 | 血統登録 | 出走 | 勝馬 | 重賞勝馬 | AEI  | CPI  |
| ---- | ---- | ---- | -------- | ---- | ---- | -------- | ---- | ---- |
| 1988 | 57   | 43   | 42       | 34   | 19   | 0        | 1.59 |      |
| 1989 | 58   | 44   | 43       | 38   | 21   | 1        | 1.50 |      |
| 1990 | 59   | 53   | 51       | 44   | 20   | 0        | 0.71 |      |
| 1991 | 56   | 45   | 43       | 37   | 22   | 0        | 1.29 |      |
| 1992 | 56   | 49   | 49       | 44   | 25   | 0        | 0.63 |      |
| 1993 | 56   | 49   | 49       | 41   | 18   | 1        | 0.82 |      |
| 1994 | 66   | 50   | 49       | 41   | 25   | 1        | 0.48 |      |
| 1995 | 51   | 35   | 35       | 30   | 15   | 0        | 0.25 |      |
| 1996 | 42   | 32   | 34       | 28   | 17   | 1        | 0.31 |      |
| 1997 | 3    | 3    | 3        | 3    | 2    | －       | 0.30 |      |
| 1998 | 2    | 2    | 1        | 1    | 1    | 0        | 0.30 |      |
| 2000 | 1    | 0    | 0        | 0    | －   | －       | －   |      |
| 2002 | 1    | 1    | 0        | 0    | －   | －       | －   |      |
| 合計 | 合計 | 合計 | 399      | 341  | 185  | 4        | 0.83 | 1.20 |

- 出走頭数、勝馬頭数、重賞勝馬頭数、アーニングインデックス、コンパラブルインデックスは、平地競走に限る。

### 重賞優勝産駒
- 1990年産 - マイシンザン（牡、母父：パーソロン（1993年NHK杯、1995年朝日チャレンジカップ）[122]
- 1994年産 - グランドシンザン（牡→騸、母父：ラシアンルーブル（2001年愛知杯）[123]
- 1995年産 - ヤマケンホース（牡、母父：ダイナゴー（2000年*稲穂賞）[128]
- 1997年産 - オークファイヤー（牡、母父：ジャッジアンジェルーチ（2001年*OROカップ）[129]

## 血統表
| ミホシンザンの血統          | ミホシンザンの血統                           | ミホシンザンの血統                           | （血統表の出典）                             | （血統表の出典） |
| 父系                        | ボワルセル系                                 | ボワルセル系                                 | ボワルセル系                                 | [ § 2 ]          |
| 父 シンザン 1961 鹿毛       | 父の父*ヒンドスタン Hindostan 1946 黒鹿毛    | Bois Roussel                                 | Vatout                                       | Vatout           |
| 父 シンザン 1961 鹿毛       | 父の父*ヒンドスタン Hindostan 1946 黒鹿毛    | Bois Roussel                                 | Plucky Liege                                 |                  |
| 父 シンザン 1961 鹿毛       | 父の父*ヒンドスタン Hindostan 1946 黒鹿毛    | Sonibai                                      | Solario                                      | Solario          |
| 父 シンザン 1961 鹿毛       | 父の父*ヒンドスタン Hindostan 1946 黒鹿毛    | Sonibai                                      | Udaipur                                      |                  |
| 父 シンザン 1961 鹿毛       | 父の母ハヤノボリ 1949 栗毛                   | ハヤタケ                                     | *セフト                                      | *セフト          |
| 父 シンザン 1961 鹿毛       | 父の母ハヤノボリ 1949 栗毛                   | ハヤタケ                                     | 飛竜                                         |                  |
| 父 シンザン 1961 鹿毛       | 父の母ハヤノボリ 1949 栗毛                   | 第五バツカナムビユーチー                     | *トウルヌソル                                | *トウルヌソル    |
| 父 シンザン 1961 鹿毛       | 父の母ハヤノボリ 1949 栗毛                   | 第五バツカナムビユーチー                     | バツカナムビユーチー                         |                  |
| 母 ナポリジョオー 1975 栗毛 | 母の父*ムーティエ Moutiers 1958 栗毛         | Sicambre                                     | Prince Bio                                   | Prince Bio       |
| 母 ナポリジョオー 1975 栗毛 | 母の父*ムーティエ Moutiers 1958 栗毛         | Sicambre                                     | Sif                                          |                  |
| 母 ナポリジョオー 1975 栗毛 | 母の父*ムーティエ Moutiers 1958 栗毛         | Ballynash                                    | Nasrullah                                    | Nasrullah        |
| 母 ナポリジョオー 1975 栗毛 | 母の父*ムーティエ Moutiers 1958 栗毛         | Ballynash                                    | Ballywellbroke                               |                  |
| 母 ナポリジョオー 1975 栗毛 | 母の母*タイタイ Tai-Tai 1969 栃栗毛          | Will Somers                                  | Tudor Minstrel                               | Tudor Minstrel   |
| 母 ナポリジョオー 1975 栗毛 | 母の母*タイタイ Tai-Tai 1969 栃栗毛          | Will Somers                                  | *クヰーンスジェスト                          |                  |
| 母 ナポリジョオー 1975 栗毛 | 母の母*タイタイ Tai-Tai 1969 栃栗毛          | Anneiv                                       | *ヴィエナ                                    | *ヴィエナ        |
| 母 ナポリジョオー 1975 栗毛 | 母の母*タイタイ Tai-Tai 1969 栃栗毛          | Anneiv                                       | Singing Sister                               |                  |
| 母系(F-No.)                 | (FN:9-c)                                     | (FN:9-c)                                     | (FN:9-c)                                     | [ § 3 ]          |
| 5代内の近親交配             | Gainsborough 5×5（父内）、Nearco 5×5（母内） | Gainsborough 5×5（父内）、Nearco 5×5（母内） | Gainsborough 5×5（父内）、Nearco 5×5（母内） | [ § 4 ]          |
| 出典                        | 1. 2. 3. 4.                                  | 1. 2. 3. 4.                                  | 1. 2. 3. 4.                                  | 1. 2. 3. 4.      |